# Pesca desportiva
Pesca desportiva (português europeu) ou pesca esportiva (português brasileiro) ou pesca recreativa é a pesca que se pratica como atividade de lazer, sem que dela dependa de um profissional de pesca (pescador). Também se pode chamar de pesca de lazer ou pesca amadora. Uma das modalidades mais populares da pesca desportiva é a praticada utilizando-se apenas vara de pesca, linha de pesca, chumbada, anzol apropriado e isca artificial.

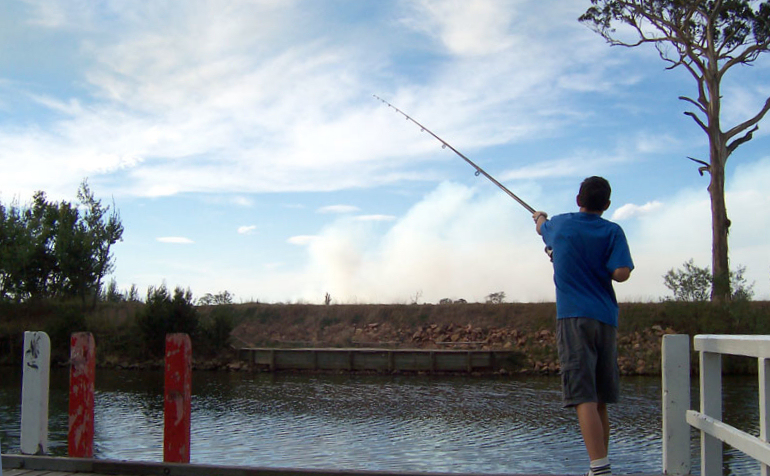
Pesca recreativa.

A pesca esportiva pode ser praticada no mar, rios e lagos utilizando-se iscas naturais ou iscas artificiais, com tração de molinetes ou carretilhas e também pode ser praticada em associações ou clubes especiais para o esporte onde os peixes são criados em lagos artificiais, ou açudes mais conhecidos no Brasil como pesque-pague
Apesar de ser pouco explorada no Brasil é grande o potencial desta atividade devido à variedade de peixes e à grande extensão costeira e rede hidrográfica, quando comparada com a América do Norte, que atualmente gera um enorme resultado com o turismo pesqueiro.
A pesca esportiva é uma evolução ecologicamente correta da pesca amadora. Entre as várias opções de locais de pesca, o que mais vem se popularizando é o "pesque-pague", uma atividade barata, bastante difundida e próxima às grandes cidades.
Algo bastante comum é considerar que a pesca desportiva é somente a pesca do Marlim e outros peixes marinhos de grande porte, porém, existe várias outras espécies, de menor tamanho, que se enquadram nesta modalidade de pesca como a Truta-arco-íris que chega a de 30 cm a 40 cm, do Robalo, do Pirapema, do Tucunaré e também existe a modalidade dedicada à pesca das grandes Carpa-comum|Carpas, denominada Carp fishing, que poderia ser praticada em qualquer "pesque-pague".
Muitas vezes, esta atividade é regulamentada segundo o tipo das artes de pesca permitidas e, por vezes, o tipo de espécie ou quantidades que se podem capturar. É uma atividade pouco diversificada, utilizando principalmente a linha e anzol, mas inclui também a caça submarina, também conhecida como Pesca submarina ou ainda "Pesca-Sub". Outra modalidade da pesca recreativa ou esportiva é a pesca com Caiaque, o Corrico e a realização de concursos ou Campeonatos, onde vários pescadores competem pela quantidade e(ou) peso de peixes capturados num certo período de tempo, ou ainda pelo maior exemplar.